# Ryszard Sowa

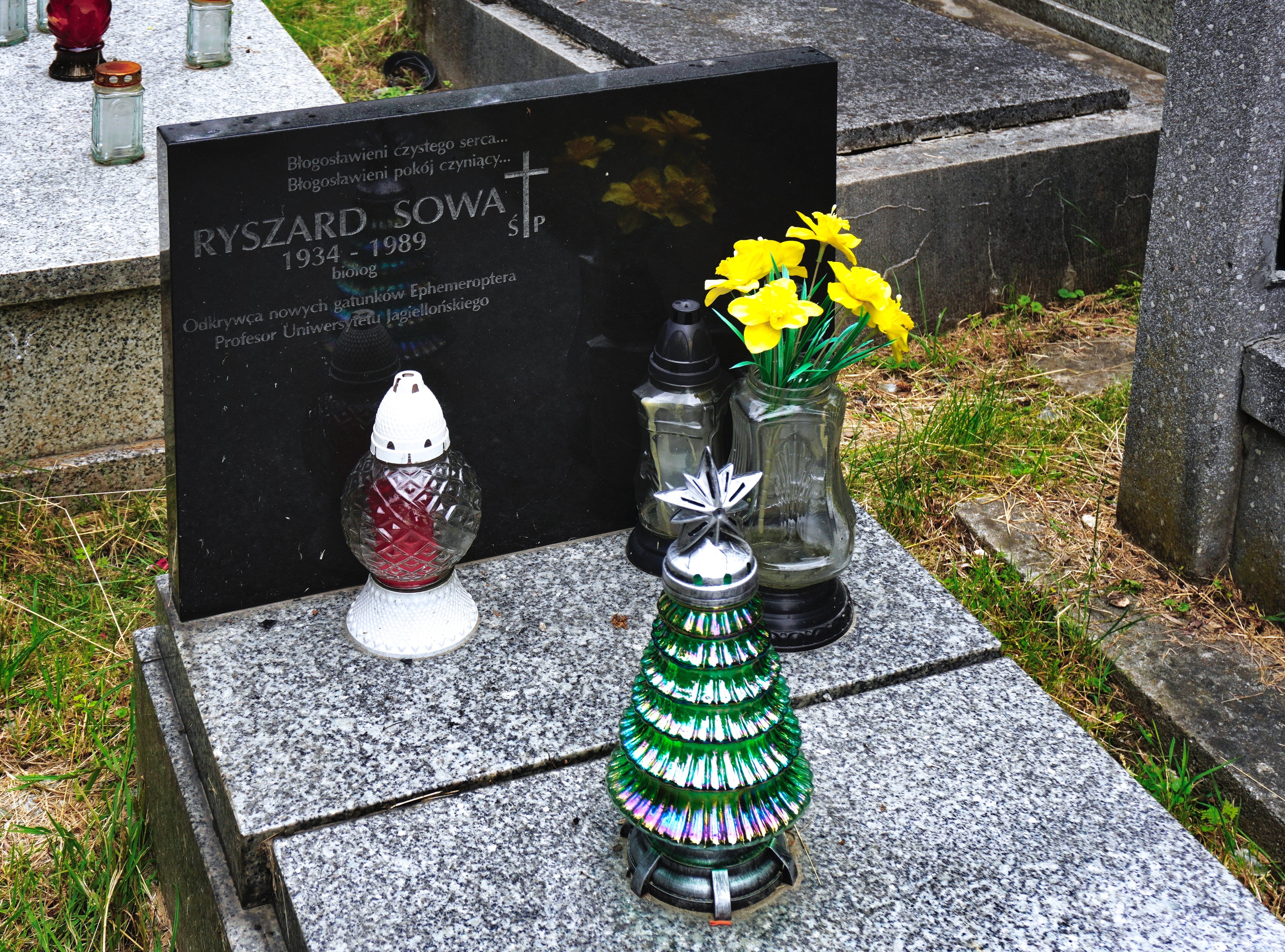
Grób Ryszarda Sowy na cmentarzu Rakowickim w Krakowie

Ryszard Sowa  (ur. 7 lipca 1934 w Krakowie, zm. 26 grudnia 1989 tamże) –  profesor doktor habilitowany, hydrobiolog, entomolog.

## Życiorys
Pracę magisterską obronił w 1957 r., pracę doktorską w 1963, kolokwium habilitacyjne w 1975 r. Na stanowisku docenta zatrudniony w roku 1977, a na stanowisku profesora nadzwyczajnego w 1982 w Uniwersytecie Jagiellońskim.
Badania: ekologia wód bieżących, badania nad strukturą zespołów makrofauny rzek i potoków; systematyka i ekologia Ephemeroptera i Plecoptera (uporządkowanie systematyki kilku trudnych taksonów Ephemeroptera, a zwłaszcza Baetidae i Heptageniidae, opisy nowych taksonów – 51 gatunków Ephemeroptera i 5 gatunków Plecoptera, rewizje systematyczne kilkunastu gatunków jętek, stworzenie oryginalnej klasyfikacji cykli życiowych Ephemeroptera wód bieżących Karpat.
Opublikował około 80 oryginalnych publikacji naukowych. Dyrektor Instytutu Biologii Środowiskowej (1988-1989), kierownik Zakładu Hydrobiologii UJ (1980-1989), redaktor naczelny Acta Hydrobiologica.
Ważniejsze prace:
- "Ecological characteristics of the bottom fauna of the Wielka Puszcza stream",
- "Ecology and biogeography of mayflies (Ephemeroptera) of running waters in the Polish part of the Carpathians"
- zbiór Ephemeroptera i Plecoptera Europy, głównie Karpat (Zakład Hydrobiologii UJ)

Jego żoną była Ewa Sowa.
Spoczywa na cmentarzu Rakowickim (kw. FB, rząd 2, miejsce 2).